# ブルース・コーエン
ブルース・コーエン（Bruce Cohen、1951年9月23日 - ）は、アメリカ合衆国の映画プロデューサーである。

## キャリア
製作パートナーのダン・ジンクスと共同でザ・ジンクス/コーエン・カンパニーを経営している。1999年には『アメリカン・ビューティー』を製作し、アカデミー作品賞を受賞した。両者はほかに『フォーガットン』、『ビッグ・フィッシュ』、『3人のエンジェル』を製作しており、2008年の『ミルク』と、2012年の『世界にひとつのプレイブック』で再びアカデミー作品賞にノミネートされた。
アカデミー賞の授賞式では同性結婚の支持を表明するためにWhite Knotを身につけていた。

## 私生活
2008年6月30日、コーエンは5年来の付き合いであるガブリエル・ケイトンと結婚した。